# 扎木斯朗·策本

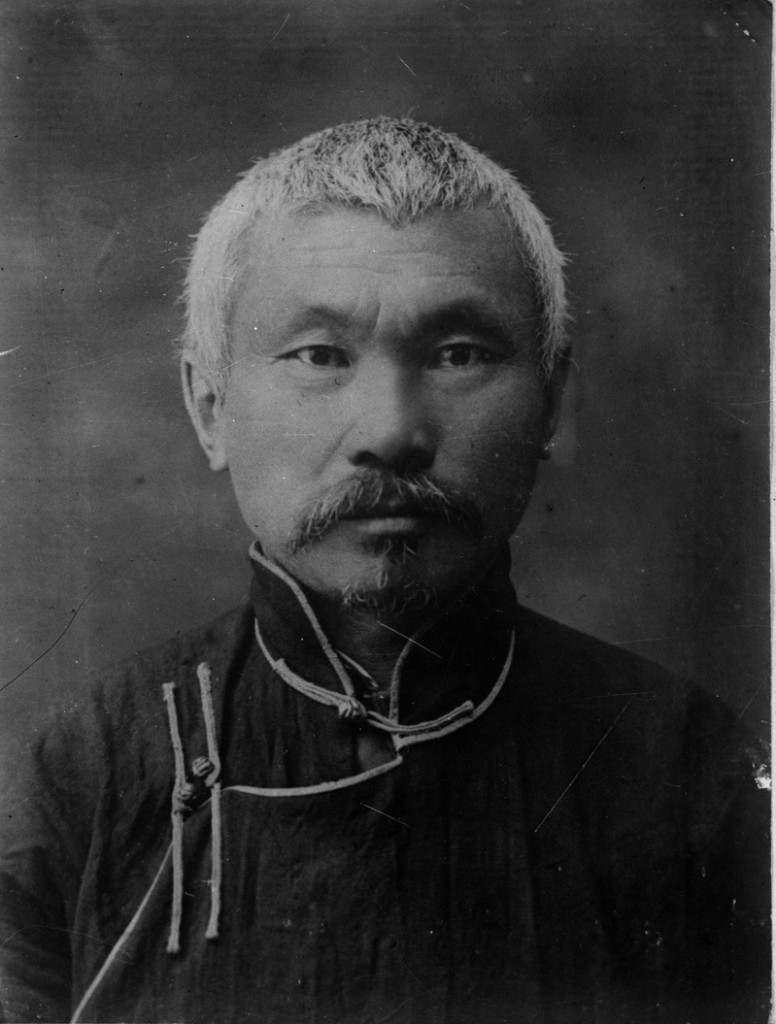
扎木察拉诺

扎木斯朗·策本（羅馬化：Jamsrangiin Tseveen，羅馬化：Tsyben Jamtsaranovich Jamtsarano，通常拉丁化为Jamtsarano（扎木察拉诺）。1880年—1942年5月14日），布里亚特人，大蒙古国及蒙古人民共和国学者、政治人物。

## 生平

### 早年生涯
扎木察拉诺属于阿加布里亚特人。1880年，扎木察拉诺（布里亚特语又写做，即“扎木斯拉诺夫”）生于外贝加尔山脉的阿金斯科地区，是当地氏族的宰桑（头人）之子。他1892年，他赴赤塔上学。他还从父亲那里了解到曾祖母和祖父母讲述的民族传统史诗，布里亚特习俗以及印度神话故事。1895年至1897年，他就读于布里亚特宫廷医生彼得·巴德玛耶夫在圣彼得堡创办的私立学校。然而，由于校方试图强迫他皈依东正教引发冲突，他被迫离开这所体育学校。1898年至1901年，他在伊尔库茨克的师范学院学习，在此他开始访问周边的布里亚特氏族，收集有关萨满教的史诗及有关蒙古法律的材料。1901年至1902年，他在阿金斯科教区学校任教。

### 科学生涯
1902年，他和他的朋友巴拉金（Барадин）来到圣彼得堡，并成为圣彼得堡大学的旁听生。他们成为布里亚特和蒙古文化的著名专家，他专攻民俗和萨满教，巴拉金专攻佛教。一位教授安排他们于1903年前往布里亚特民族地区游历以收集民间传说。他赴贝加尔湖西北地区和奥尔洪岛，他的工作被证明是成功的，为此俄罗斯中亚和东亚调察委员会资助他在未来几年进行更多的研究。1904年，他前往库伦和家乡阿金斯科。1905年和1906年，他再次来到外贝加尔山脉以及外蒙古。1905年他开始参与社会和政治活动。从1907年到1908年，他在圣彼得堡大学东方语言系教授蒙古语。1909年和1910年，他前往清朝统治下内蒙古的鄂尔多斯地区考察。1911年，他前往鄂嫩河上游的通古斯。1912年，他参加了在额尔德尼召的哈拉和林旧址上进行的考古研究。

### 在外蒙古独立及自治时期
1911年外蒙古独立后，俄国派出特使廓索维茨到达京城库伦。扎木察拉诺在库伦为俄国公使当助理。廓索維茨策划通过俄国的资助创立一份报纸，并建立一所世俗学校，并邀请扎木察拉诺为报纸编辑及校监，扎木察拉诺接受了这两个职务。1913年，他发起创办蒙古第一份期刊《新镜报》。他还在博克多汗的政府充当教育顾问，并于1912年3月在库伦创办了第一所小学。此后数年间，除负责教学工作以及担任《新镜报》（Shine Toli）、《京都库伦新闻》（Niislel Khüreenii sonin bichig）的编辑之外，他继续从事学术研究工作，并将一些通俗读物译为蒙古文。十月革命和俄国内战爆发后，1917年12月，他当选为布里亚特民族委员会 (Burnatskom) 主席，该委员会统治着短暂独立的布里亚特-蒙古国。

### 在共产主义蒙古
在1919年外蒙古被中华民国军队占领后，他成为伊尔库茨克大学的教授，他发表了有关蒙古法律的文章。他走遍了上乌丁斯克、恰克图和买卖城等地并会见了心怀不满的外蒙古人。
1921年3月，他参加了蒙古人民党成立大会（即第一次代表大会），据称他撰写了该党党纲《十大原则》。在库伦摆脱恩琴部队的控制之后，他随着革命者返回蒙古。1921年7月，他担任蒙古内务部副部长，后进入人民革命政府的教育部任职。11月，他参与创建了经文和手稿研究所（Sudar Bichgiyn Hüreelen，或称经文和手稿委员会），该所为蒙古科学院的前身，他担任该所的常任秘书长，在所长昂古德·扎木彦的领导下开展工作，他被称为该研究所的“指路明灯”。他任职期间建立一座图书馆，1924年又成立了一个博物馆。
他还是蒙古人民党全国代表大会于1924年创设的经济委员会委员。该委员会主席是阿玛嘎耶夫，也是布里亚特人，为俄国布尔什维克党党员，共产国际代表。
1925年，他前往列宁格勒。1926年，他和巴德玛扎布·策德诺夫娜（Бадмажаб Цеденовна）结婚，后者也是阿金斯科的布里亚特人。同年，他们夫妇二人共同前往中国北平访问。他的妻子于1927年作为官方使团成员前往德国和法国，他本人则留在乌兰巴托。

### 流放和死亡
1932年3月，在“阶级斗争激化”时期，他被开除出人民革命党，并被免职。后来奉命赴列宁格勒，重新进入俄罗斯科学院东方文献研究所，在教授尼古拉·尼古拉耶維奇·鮑培的领导下工作，编辑《十七世纪蒙古编年史》（Mongol chronicles of the XVIIth century）。苏联科学院主席团授予扎木察拉诺语言学博士学位。1937年，他被逮捕，1940年2月19日，他被莫斯科的苏联最高法院军事审判庭判处有期徒刑5年。1942年5月14日，他在奥伦堡的索利-伊列茨克监狱逝世。俄罗斯政府在1993年公布了有关详细信息。他是1930年代至1940年代蒙古人民共和国政治迫害的受害者之一。

## 逸事
他的众多兴趣之一是研究动物机体，如雪人或蒙古死亡蠕虫。